# Río Camarán
El río Camarán (en inglés: Kamarang River) es un río localizado entre el Municipio Gran Sabana del Estado Bolívar en Venezuela y el territorio que administra Guyana en la zona en disputa llamada por Venezuela como Guayana Esequiba, se trata de un tributario del río Mazaruni cerca del río Venamo. La parte que entra en el territorio controlado por Guyana es organizada como parte de la séptima región llamada Cuyuni-Mazaruni. La parte controlada por Venezuela está muy cerca del área protegida que forma parte del Parque nacional Canaima.